# Bomaanslag in Mogadishu op 3 augustus 2008
Op 3 augustus 2008 vond een bomaanslag plaats in Mogadishu, de hoofdstad van Somalië. De aanslag langs de weg kostte 21 vrouwen het leven die de straat aan het schoonmaken waren. Bij de explosie raakten 46 mensen gewond.
De Somalische vrouwen namen deel aan een programma waarbij ze door het schoonmaken voedsel konden verdienen. 
Tot op heden is onduidelijk wie de aanslag heeft gepleegd. Mogadishu is al langer een plaats van geweld. Verschillende strijdgroepen bevechten elkaar en in 2008 was er ook strijd tussen Ethiopische troepen en islamitische krijgers.